# Szaszuni Dávid állomás
A Szaszuni Dávid állomás (örményül: Սասունցի Դավիթ) a jereváni metró 1-es metróvonalának egyik metróállomása a Jereváni vasútállomás alatt. Az állomás a vonalon a Zoravar Andranik megálló és a Gortszaranain megálló között helyezkedik el.
Az állomást az örmény nemzeti hősről, Szaszuni Dávidról nevezték el, akinek szobra a vasútállomás előtt áll.

## Története
Az állomás Jereván egyik legelső metróállomása. 1981. március 7-én adták át. A metróállomást a jereváni vasútállomással egy gyalogos aluljáró köti össze.

## Galéria

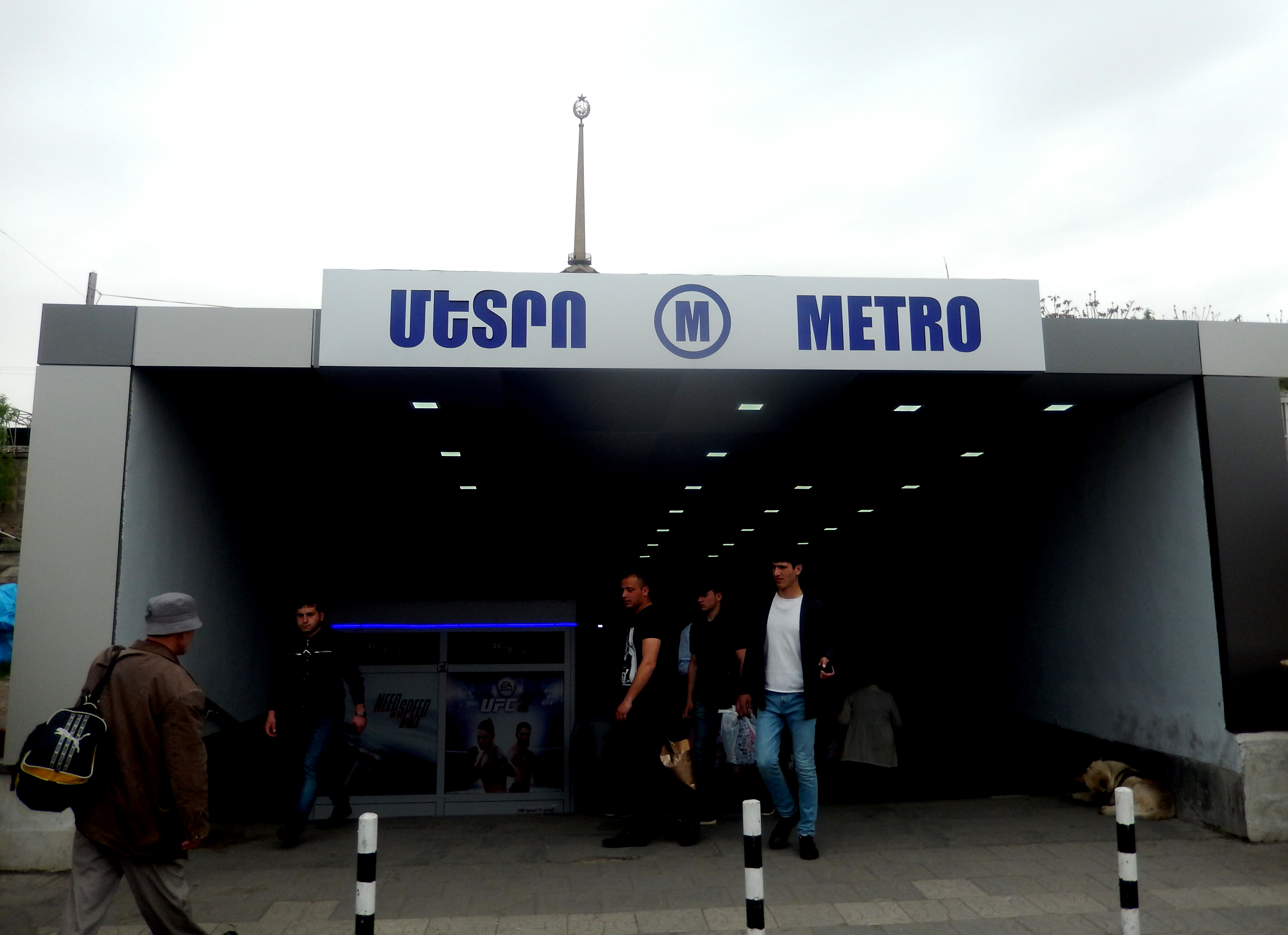
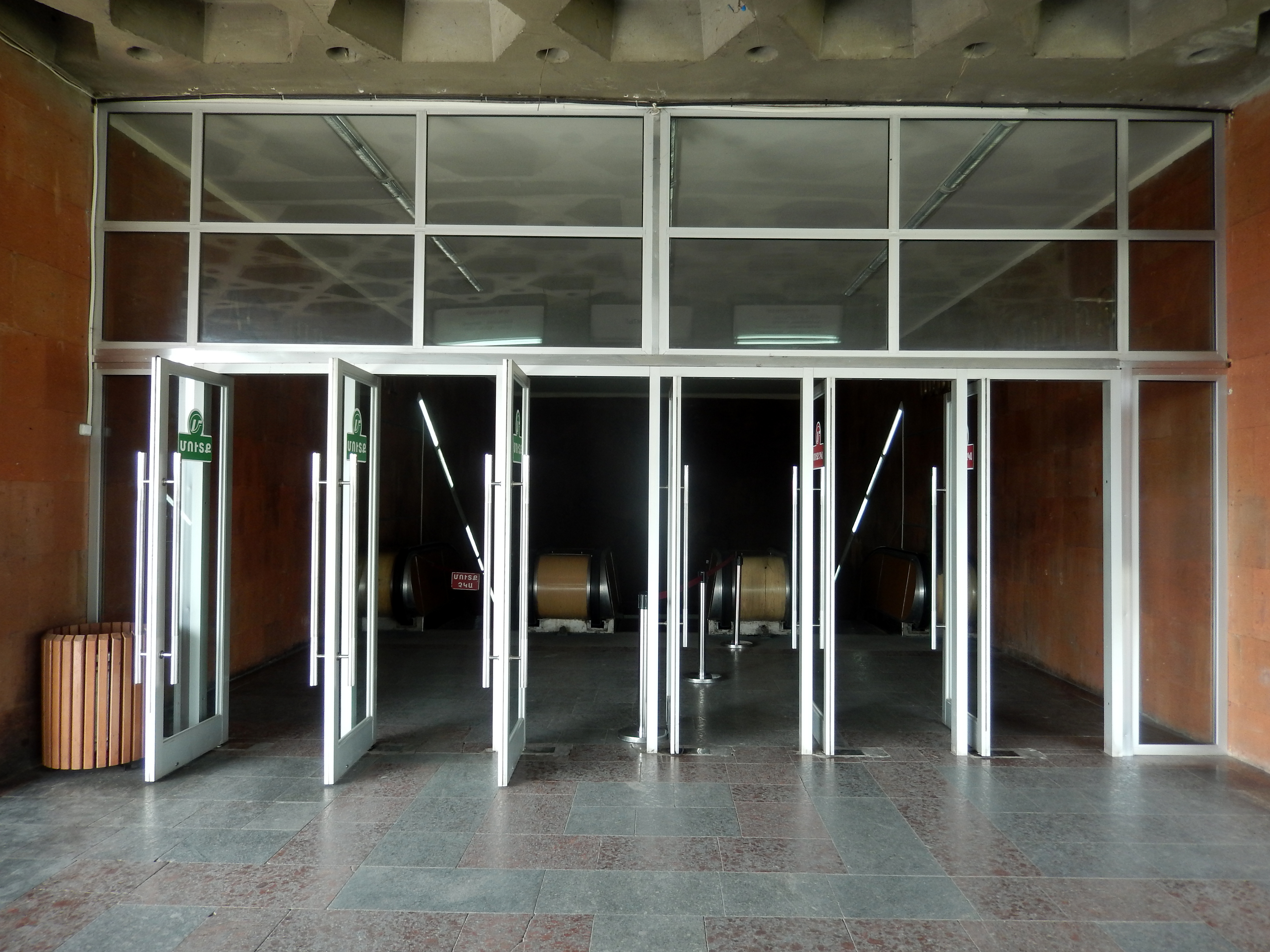
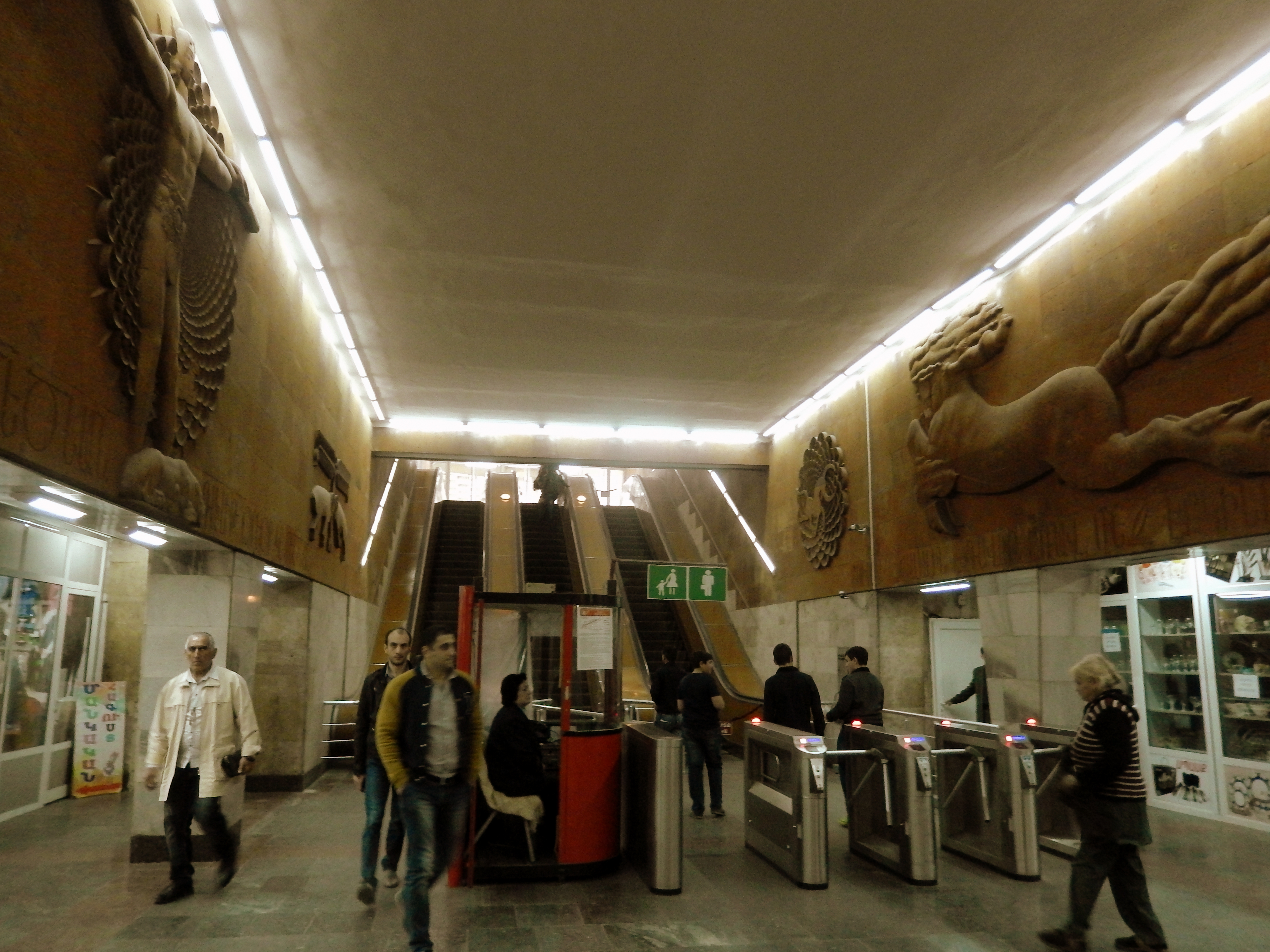
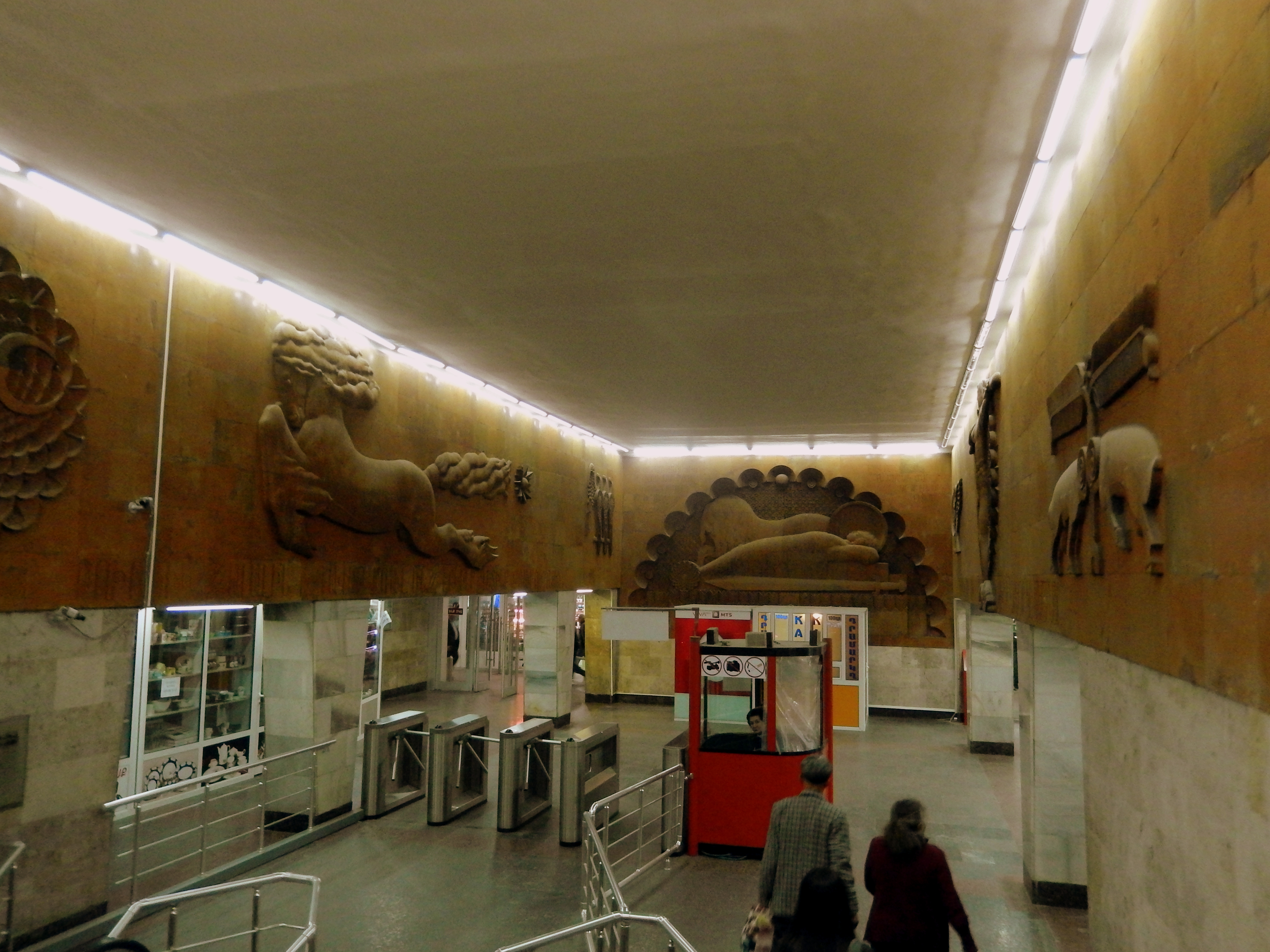
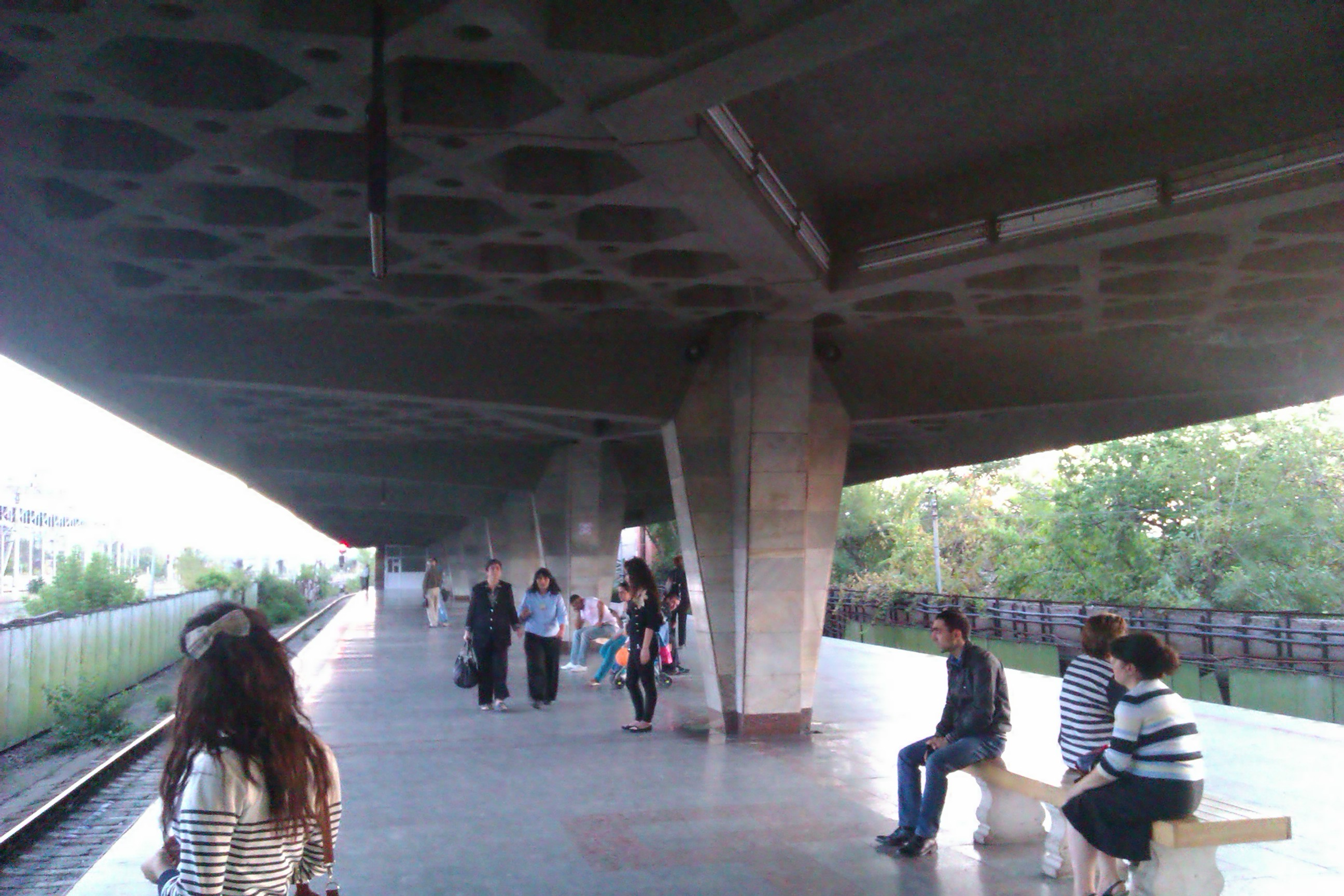
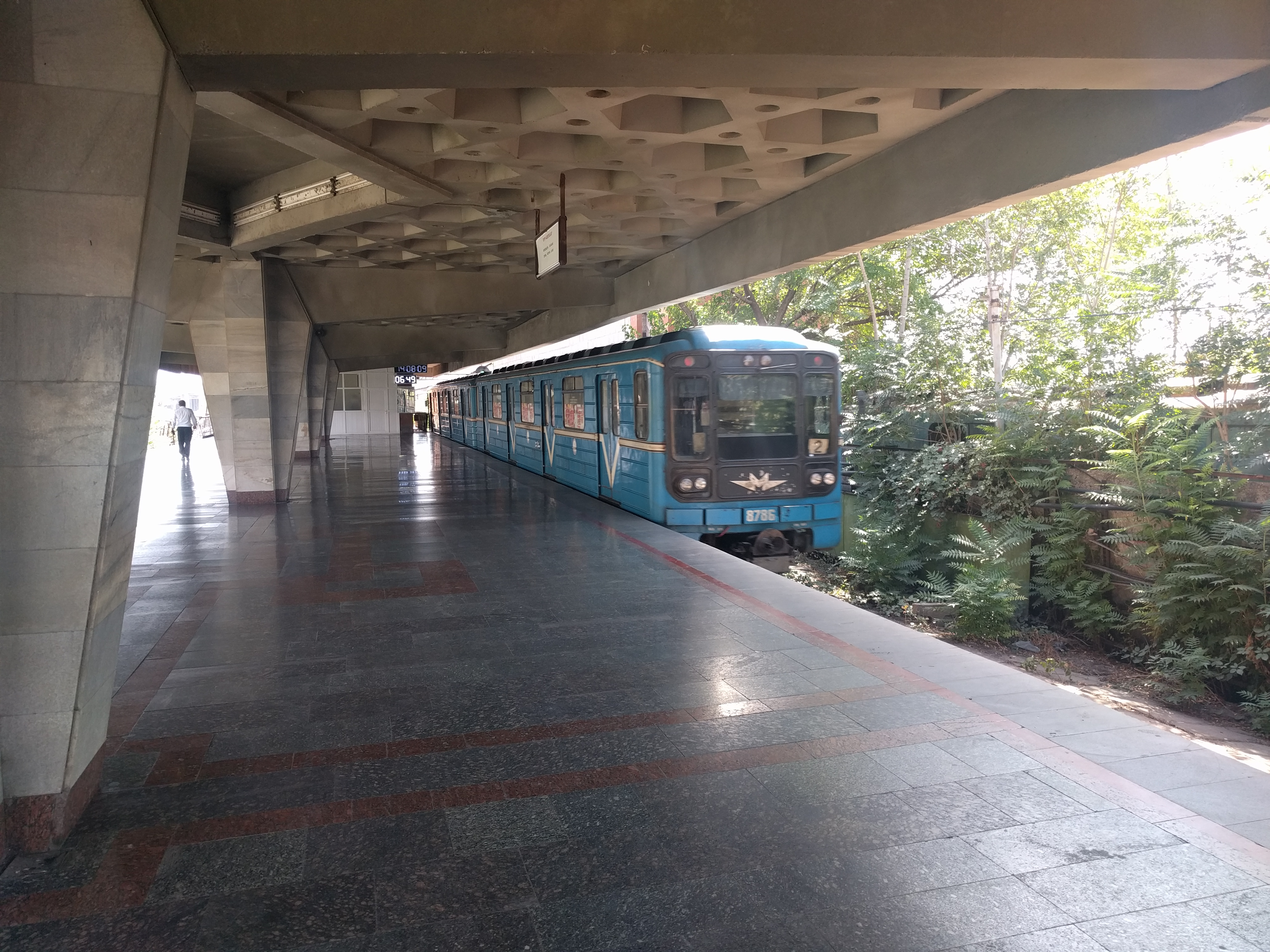

## Átszállási lehetőségek
| 1-es metróvonal (Barekamutiun – Garegin Nzsdehi Hraparak) | 1-es metróvonal (Barekamutiun – Garegin Nzsdehi Hraparak) | 1-es metróvonal (Barekamutiun – Garegin Nzsdehi Hraparak) |
| Állomás                                                   | Csatlakozások                                             | Fontosabb létesítmények                                   |
| --------------------------------------------------------- | --------------------------------------------------------- | --------------------------------------------------------- |
| Szaszuni Dávid                                            | Araks, Ararat, Batumi, Gjumri, Tbiliszi, Yeraskh,         | Jereváni vasútállomás Szaszuni Dávid tér                  |

## Fordítás
- Ez a szócikk részben vagy egészben  a   David of Sasun (metro station) című angol Wikipédia-szócikk ezen változatának fordításán alapul.  Az eredeti cikk szerkesztőit annak laptörténete sorolja fel. Ez a jelzés csupán a megfogalmazás eredetét és a szerzői jogokat jelzi, nem szolgál a cikkben szereplő információk forrásmegjelöléseként.